# Manoel Carlos
Manoel Carlos Gonçalves de Almeida (São Paulo, 14 de marzo de 1933), también conocido simplemente como Maneco, es un autor, escritor, director, productor y ex actor brasileño. Es el padre de la actriz Júlia Almeida y de la guionista de telenovelas Maria Carolina, su colaboradora en varias obras.
Desde los años 90 sus obras se han hecho famosas por retratar la sociedad carioca contemporánea, especialmente en el barrio de Leblon. Una de las principales marcas de las telenovelas de Manoel Carlos es el nombre «Helena» en sus protagonistas.

## Trayectoria

### Telenovelas
- Em Família (Rede Globo, 2014)
- Viver a Vida (Rede Globo, 2009-2010)
- Páginas da Vida (Rede Globo, 2006-2007)
- Mulheres Apaixonadas (Rede Globo, 2003)
- Laços de Família (Rede Globo, 2000-2001)
- Por Amor (Rede Globo, 1997-1998)
- História de Amor (Rede Globo, 1995-1996)
- Felicidade (Rede Globo, 1991-1992)
- Cadena braga (Telemundo, 1991)
- El círculo (RTI Televisión y Cadena Dos, 1988) (Dentro del espacio El cuento del domingo)
- Una familia como otra cualquiera (RTI Televisión y Cadena Dos, 1987) (Dentro del espacio El cuento del domingo)
- Novo Amor (Rede Manchete, 1986)
- Sol de Verão (Rede Globo, 1982-1983) (con Lauro César Muniz y Gianfrancesco Guarnieri)
- Baila Conmigo (Rede Globo, 1981)
- Agua Viva (Rede Globo, 1980) (con Gilberto Braga)
- Nick Chuck (TV Paulista, 1952)

### Miniseries
- Maysa: Quando Fala o Coração (Rede Globo, 2009)
- Joana (Rede Manchete, 1984-1985)
- Viver a Vida (Rede Manchete, 1984)

### Adaptaciones
- Presença de Anita (Rede Globo, 2001) Basada en la novela homónima de Mário Donato.
- O Cometa (Rede Bandeirantes, 1989) Basada en la novela Ídolo de Cedro de Dirceu Borges.
- A Sucessora (Rede Globo, 1978) Basada en la novela homónima de Carolina Nabuco.
- Maria, Maria (Rede Globo, 1978) Basada en la novela Maria Dusá de Lindolfo Rocha.
- Iaiá Garcia (TV Paulista, 1953) Basada en la novela homónima de Joaquim Machado de Assis.
- Helena (TV Paulista, 1952) Basada en la novela homónima de Joaquim Machado de Assis.

### Como guionista
- Malu Mulher (Rede Globo, 1979-1980) Original de Daniel Filho.
- Família Trapo (TV Record, 1967-1971) Original de Jô Soares y Carlos Alberto de Nóbrega.

### Versiones reescritas por él mismo
- El magnate (Telemundo, 1990) (adaptación de Novo Amor)
- La sombra de otra (RTI Televisión y Cadena Uno, 1988) (adaptación de A Sucessora)

### Versiones reescritas por otros
- Isabella, mujer enamorada (América Televisión, 1999) (adaptación de A Sucessora) por Ana Montes.
- Manuela (Crustel S.A. y Canal Trece, 1991) (adaptación de A Sucessora) por Elena Antonietto, Jorge Hayes y Norberto Vieyra.
- Brillo (RTI Televisión y Cadena Dos, 1987) (adaptación de Novo Amor, dentro del espacio El cuento del domingo) por Pepe Sánchez.
- Vivir la vida (RTI Televisión y Cadena Dos, 1986) (adaptación de Viver a Vida de 1984, dentro del espacio El cuento del domingo) por Pepe Sánchez.